# Referendum über die Assoziation mit den Vereinigten Staaten in Palau 1983
Das Referendum über die Assoziation mit den Vereinigten Staaten (en: Palauan Compact of Free Association referendum) zum Compact of Free Association (COFA, Assoziierungsvereinbarung mit den Vereinigten Staaten) wurde am 10. Februar 1983 in Palau durchgeführt. Den Stimmberechtigten wurden drei Fragen vorgelegt:
1. Ob sie dem Compact of Free Association zwischen Palau und den Vereinigten Staaten zustimmen.[1]
2. Ob sie der Übereinkunft zustimmten, wonach den USA Beschränkungen in Bezug auf die Lagerung und Nutzung radioaktiven, chemischen und biologischen Materials in Palau auferlegt wurden.[2]
3. Welchem zukünftigen politischen Status sie den Vorzug geben würden, falls die Free Association (Frage 1) abgelehnt würde. Sie erhielten die Wahl von entweder „einer Beziehung mit den USA enger als Freie Assoziierung“ („a relationship with the United States closer than Free Association“) oder Unabhängigkeit.[3]

Die ersten zwei Vorschläge wurden angenommen, wodurch die Notwendigkeit für die Abstimmung der dritten Frage erlosch. Die Wahlbeteiligung lag bei 78,5 %.

## Ergebnisse

### Frage 1
| Wahl                      | Stimmen | %    |
| ------------------------- | ------- | ---- |
| Dafür                     | 4.452   | 62,1 |
| Dagegen                   | 2.715   | 37,9 |
| Ungültig/Nicht abgestimmt | 79      | -    |
| Gesamt                    | 7.246   | 100  |
| Source: Nohlen et al.     |         |      |

### Frage 2
| Wahl                      | Stimmen | %    |
| ------------------------- | ------- | ---- |
| Dafür                     | 3.717   | 52,9 |
| Dagegen                   | 3.309   | 47,1 |
| Ungültig/Nicht abgestimmt | 220     | -    |
| Gesamt                    | 7.246   | 100  |
| Source: Nohlen et al.     |         |      |

### Frage 3
| Wahl                                                                        | Stimmen | %    |
| --------------------------------------------------------------------------- | ------- | ---- |
| Status closer than Free Association Engere Beziehung als Freie Assoziierung | 2.250   | 55,6 |
| Unabhängigkeit                                                              | 1.800   | 44,4 |
| Invalid/blank votes                                                         | 3.196   | -    |
| Gesamt                                                                      | 7.246   | 100  |
| Source: Nohlen et al.                                                       |         |      |